# すてきなSomebody
「すてきなSomebody」(I Wanna Dance with Somebody (Who Loves Me))は、ホイットニー・ヒューストンの楽曲。
『ビルボード』が選ぶ「史上最も優れたポップ・ソング」において、第1位。
『ローリング・ストーン』誌が選ぶ最も偉大な500曲（2021年版）において、231位にランクされている。

## 概要
2枚目のスタジオ・アルバム『ホイットニーII〜すてきなSomebody』の1枚目のシングルとしてリリースされた。
軽快なダンス・ポップである本曲は全米・全英含む14か国以上で首位を獲得する世界的な大ヒットとなった。
第30回グラミー賞で「最優秀女性ポップ・ボーカル・パフォーマンス」を受賞した。
世界的に披露される前に、日本で中島みゆきのオールナイトニッポン内で別テイクがフル・バージョンで先行オンエアされている。

## 収録曲
12" シングル
1. すてきなSomebody（12インチ・ミックス）- 8:33
2. すてきなSomebody（シングル・バージョン） - 4:52
3. すてきなSomebody（ラジオ・エディット）- 4:51
4. すてきなSomebody（ダブ・ミックス）- 6:48
5. すてきなSomebody（アカペラ・ミックス）- 5:18

3" シングル
1. すてきなSomebody - 4:52
2. モーメント・オブ・トゥルース - 4:39